# Ban-de-Sapt
Ban-de-Sapt är en kommun i departementet Vosges i regionen Grand Est (tidigare regionen Lorraine) i nordöstra Frankrike. Kommunen ligger i kantonen Senones som tillhör arrondissementet Saint-Dié-des-Vosges. År 2022 hade Ban-de-Sapt 358 invånare.

## Befolkningsutveckling
Antalet invånare i kommunen Ban-de-Sapt
| Referens: INSEE |